# Папа Сабинијан
Папа Сабинијан (лат. Sabinianus; 22. фебруар 606.) је био 65 папа од 13. септембра 604. до 22. фебруара 606.